# Plectorhinchus unicolor
 Plectorhinchus unicolor és una espècie de peix de la família dels hemúlids i de l'ordre dels perciformes.
Els mascles poden assolir els 80 cm de longitud total.
Es troba des de Papua Nova Guinea fins a Austràlia (Queensland i la Gran Barrera de Corall).